# 格雷厄姆港 (阿拉斯加州)
格雷厄姆港（英語：Port Graham）是位於美國阿拉斯加州基奈半島自治市鎮的一個非建制地區和人口普查指定地區。根據2010年美國人口普查，該地人口為177人，而該地的面積約為15.40平方千米。

## 地理
格雷厄姆港的座標為58°20′52″N 151°50′00″W / 58.34778°N 151.83333°W，而該地的平均海拔高度為76米（即243英尺）。